# Carlos María de Alvear
‎
Carlos María de Alvear y Balbastro, argentinski general in politik, * 25. oktober 1789, Santo Ángel, Argentina,  † 3. november 1852, New York, ZDA.